# Скандинавский сборник
«Скандина́вский сбо́рник» (эст. Skandinaavia Kogumik, швед. Skrifter om Skandinavien) — научный сборник по истории, культуре и обществу Скандинавии и Балтики, выпускавшийся Тартуским университетом в 1956—1990 годах. Всего было издано 33 выпуска. Сборник публиковался на русском языке с резюме на шведском и эстонском языках.
Основателем и ответственным редактором первых выпусков сборника до 1961 года был Вильям Похлёбкин. Сборник создавался как междисциплинарная площадка для публикации исследований по истории и культуре скандинавских и балтийских стран. В работе над сборником принимали участие ведущие специалисты из различных областей — археологи, этнологи, историки, филологи, экономисты и искусствоведы — представлявшие как города СССР, так и Скандинавию, Финляндию, Германию и Польшу. 
Структура и содержание «Скандинавского сборника» варьировались от выпуска к выпуску, однако наиболее часто встречающимися темами были: социально-экономическая история, русско-скандинавские отношения, история культуры, археология и источниковедение, а также разделы, посвящённые рецензированию научных публикаций и освещению научной жизни в области скандинавистики.
После распада Советского Союза и реорганизации университетских издательств выпуск сборника был прекращён. В определённой мере традиции сборника продолжаются в «Альманахе североевропейских и балтийских исследований» (англ. Nordic and Baltic Studies Review).